# Карл Роув
Карл Крістіан Роув (англ. Karl Christian Rove; нар. 25 грудня 1950, Денвер, Колорадо) — американський політичний консультант, колишній старший радник і заступник начальника штабу президента Джорджа Буша-молодшого. Він вважається політичним архітектором перемог Буша, спочатку в Техасі, а потім в Сполучених Штатах. Працював аналітиком у Fox News, Newsweek і The Wall Street Journal.